# Jassa ocia
Jassa ocia är en kräftdjursart som först beskrevs av Charles Spence Bate 1862.  Jassa ocia ingår i släktet Jassa och familjen Ischyroceridae. Inga underarter finns listade i Catalogue of Life.